# Steward Ø
Steward Ø är en halvö i Grönland (Kungariket Danmark).   Den ligger i kommunen Sermersooq, i den östra delen av Grönland. Ön saknar i princip växtlighet. Den är genom en glaciär sammanlänkad med fastlandet.